# Rundhöcker

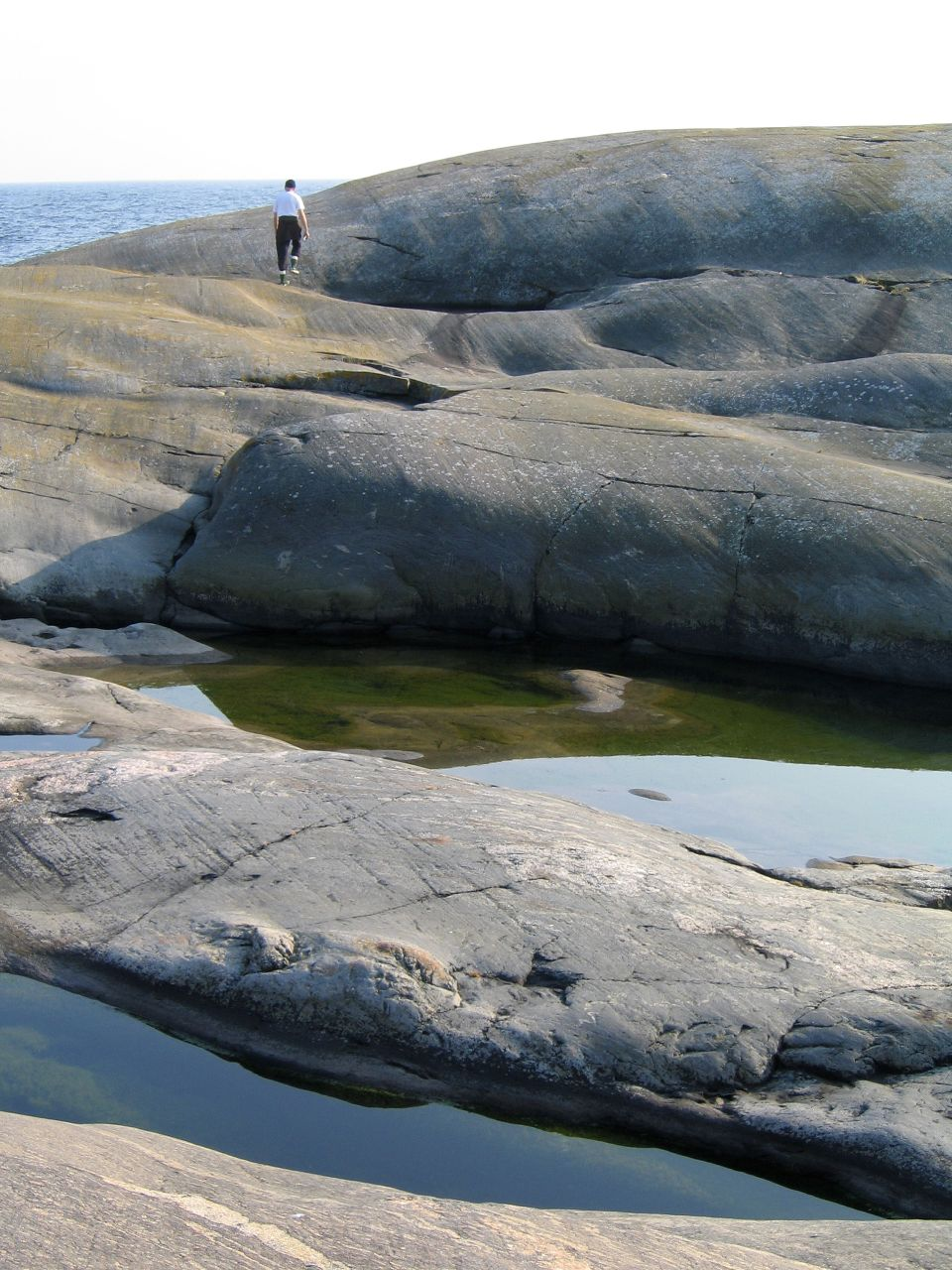
Rundhöcker auf Söderskär vor der Südküste Finnlands

Ein Rundhöcker (französisch roche moutonnée) ist ein von Gletschermassen zu stromlinienförmigen Körpern umgestaltetes anstehendes Gestein. Rundhöcker sind typischerweise Bildungen mit Größe im Meter- bis Zehnmeterbereich und länger als hoch.

## Entstehung

Rundhöcker unter einem Gletscher

An der Luvseite eines Felshindernisses führt der Druck des Eises zu basalem Schmelzen desselben und damit zur Entstehung eines Gleitfilms zwischen Gletscher und Fels. Hier erzeugt die abschleifende Wirkung des Gletschers (Detersion, auch Abrasion) eine glatte, stromlinienförmige Oberfläche mit Gletscherschrammen im Gestein.
Auf der Leeseite friert bei nachlassendem Druck das Gestein an der Gletscherbasis fest, wodurch einzelne Blöcke an Kluftflächen abgerissen werden können (Detraktion, auch, nach dem Englischen, plucking). Ferner kommt es auf der Leeseite gelegentlich zur Frostsprengung. Diese Prozesse führen zu einer rauen, versteilten und meist stufenförmigen Oberflächenbeschaffenheit der Leeseite eines Rundhöckers.

## Vorkommen
In der Regel finden sich Rundhöcker in Gruppen zu regelrechten Rundhöckerlandschaften. Neben dem Vorkommen in Hochlagen existieren solche auch an der Küste, wie in Finnland oder Nova Scotia (Kanada). Als Inseln heißen sie Schäre oder Holm im geomorphologischen Sinn. In den Alpen findet man Rundhöcker besonders häufig im Bereich von kesselförmigen Vertiefungen an Berghängen (Kare) und an Orten, wo Gletschereis von einem Talsystem in ein benachbartes übertritt (Transfluenzpässe).

## Ähnliche Bildungen
Mit den Rundhöckern verwandte Formen sind die Fels-Drumlins. Sie entstehen bei geringeren Fließgeschwindigkeiten des Eises. Dadurch ist auf der Luvseite die Abrasion vermindert und auf der Leeseite entsteht kein wassergefüllter Hohlraum, wodurch es nicht zu Detraktion (plucking) kommt. Dadurch ist ihre Vorderseite steiler und die Rückseite flacher als bei Rundhöckern. Größere Formen ähnlicher Entstehungsweise, bei denen ganze Felshügel vom Gletscher überformt werden, werden nach dem Englischen als crag-and-tails bezeichnet.

## Beispiele
- Rundhöcker und Toteiskessel ostwärts von Hausmann